# Embreville Communal Cemetery
Embreville Communal Cemetery is een begraafplaats gelegen in de Franse plaats Embreville (Somme). De militaire graven worden onderhouden door de Commonwealth War Graves Commission.
De begraafplaats telt 2 geïdentificeerde Gemenebest graven uit de Tweede Wereldoorlog.